# Jay Kay
Jason Luís Cheetham Kay (Mánchester, Inglaterra, 30 de diciembre de 1969), conocido como Jay Kay, es el vocalista y líder de la banda inglesa Jamiroquai.

## Biografía
Es hijo de Karen Kay y de James Royal. Sus estudios primarios los realizó en la escuela independiente Holmwood House School en Colchester, y luego en la escuela independiente Oakham School en Rutland. Es el creador de Jamiroquai, uno de los grupos más importantes de acid jazz y uno de los grandes grupos de música funk.
A la edad de los 13 años viajó con su padre James Royal a Tailandia por un periodo de 6 meses. La experiencia cambió su vida y decidió comenzar a grabar su música usando una batería programada, algunas horas en estudios de grabación gratuitos y escribiendo sus canciones. Durante ese tiempo concibió la idea del nombre Jamiroquai para su futura potencial banda, usando el nombre de una tribu nativa de Norteamérica, los iroqueses, y la palabra jam, y también imaginó su distintivo logo de Hombre Búfalo.
En 1989 un amigo le dejó a cargo de un estudio de grabación y pudo concretar su trabajo. Firmó un contrato discográfico con una pequeña compañía encargada de buscar talentos en el mundo del acid jazz, y grabó su primer sencillo, «When You Gonna Learn?», en 1989. Sin embargo, él y su banda tuvieron que esperar hasta 1992 para que el sencillo diera frutos. Fue entonces cuando Jay Kay firmó un contrato de 8 discos con la compañía Sony BMG Music Entertainment. Posteriormente, en 1993, se publicó su primer álbum, Emergency on Planet Earth, convirtiéndose en el más vendido por artistas debutantes ese año en el Reino Unido. 
Recientemente ha fundado su propia línea de ropa deportiva, llamada Quai, la cual está a cargo del diseñador Hugo Boss.

## Vida privada
En su vida sentimental ha estado relacionado con la actriz Winona Ryder, la presentadora inglesa Denise Van Outen, la modelo alemana Heidi Klum y Kylie Minogue.
El hogar principal de Jay Kay está en Buckinghamshire, pero también es dueño de casas en Westminster, Gairloch, Sandbanks y Poole.
Jay Kay continúa apoyando la Burma Campaign UK y también apoyó constantemente la vuelta a la democracia en Birmania (la cual se dio en 2011). También es patrocinador de la sociedad protectora de animales en cautiverio, una campaña de caridad para poner fin a la utilización de animales en los circos zoológicos, y también el comercio de mascotas exóticas. Jay Kay se ha pronunciado en contra de la explotación animal para el entretenimiento.
Cabe destacar de Jay Kay su pasión por los vehículos deportivos, los cuales han aparecido en clips como Cosmic Girl, Alright y White Knuckle Ride, así como por los clásicos, costosos y lujosos, como algunos Bentley de los años 50, vehículo que puede verse en el vídeo Love Foolosophy. Otra de sus pasiones son los gorros, de los cuales afirma tener más de 60.

## Automóviles, motocicletas y helicópteros
Jason Kay es fan de los automóviles, incluso ha participado en el programa de la BBC Top Gear en su Lamborghini Miura SV, y conduciendo un coche Chevrolet Lacetti, obteniendo un tiempo de 1:45.81, por encima de artistas como el presentador de televisión británica Kevin McCloud, el cantante de AC/DC Brian Johnson, y el polémico miembro del jurado de American Idol, Simon Cowell.
Además, tiene una motocicleta Suzuki GSXR-600 y un helicóptero Robinson R44, el mismo que aparece en el video White Knuckle Ride del álbum Rock Dust Light Star, de 2010.